# Mårten Eskil Winge
Mårten Eskil Winge (Estocolmo, 21 de septiembre de 1825 - Enköping, 22 de abril de 1896) fue un pintor sueco, conocido especialmente por sus obras sobre mitología nórdica. Una de sus obras más conocidas, Thor en la batalla contra los gigantes (1872) es representativa de la escuela de pintura histórica sueca, contemporánea de la escuela de Düsseldorf, afectos tanto a la Edad de las Sagas como a escenas dramáticas de la historia de Suecia más reciente.

## Galería

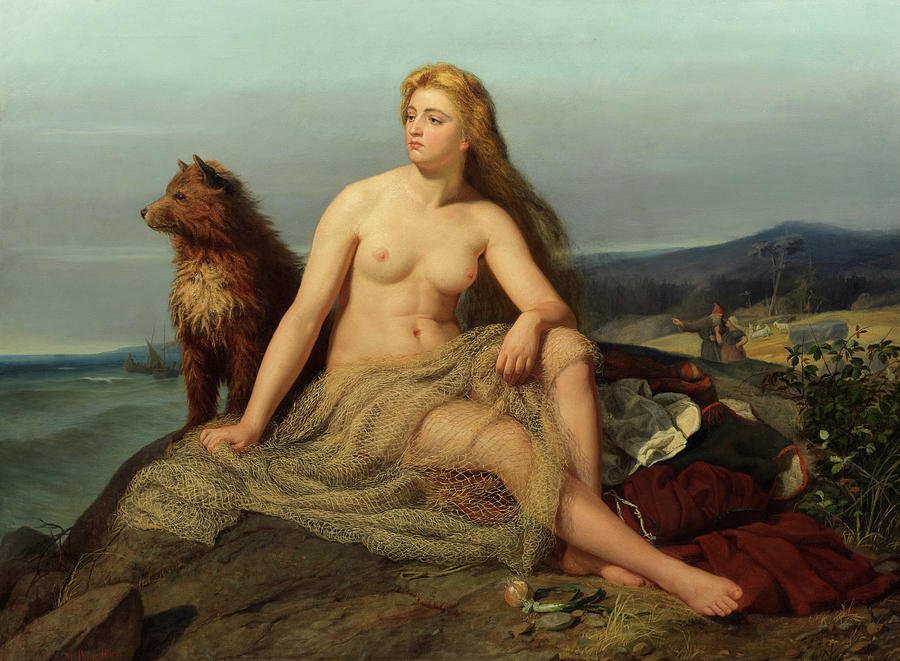
Kraka, 1862
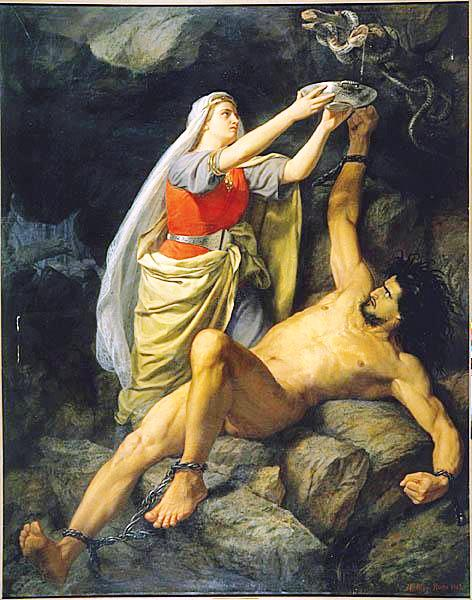
Loke och Sigyn, 1863
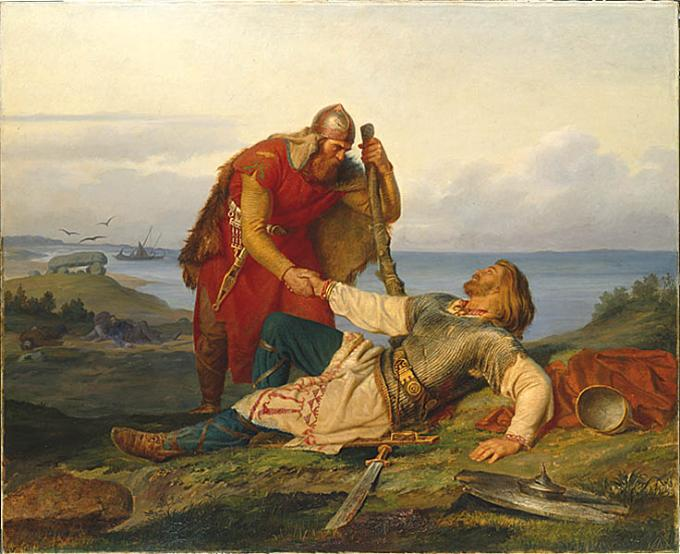
Hjalmars avsked av Orvar Odd efter striden på Samsö, 1866
Tors strid med jättarna, 1872
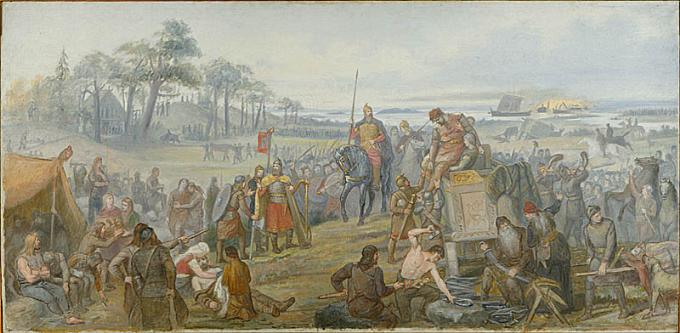
Efter slaget vid Fyrisvall(After the battle of Fýrisvellir), 1888